# Arkadij Krakowiecki
Arkadij Antonowicz Krakowiecki (ros. Аркадий Антонович Краковецкий, ur. 28 sierpnia 1884 w Charkowie, zm. 2 grudnia 1937 w miejscu egzekucji Kommunarka) – eserowiec, podpułkownik armii rosyjskiej, dyplomata RFSRR i ZSRR. Współpracownik Wydziału Zagranicznego Czeka, funkcjonariusz OGPU.

## Życiorys
Urodzony w rodzinie szlacheckiej, miał wykształcenie średnie, służył w armii rosyjskiej, ukończył korpus kadetów w Orle i michajłowską szkołę artylerii (1902). Od 1905 działacz partii eserowskiej. Czynny uczestnik rewolucji 1905 roku, członek tajnej organizacji oficerskiej. W 1907 aresztowany, więziony w śledztwie w Cytadeli Warszawskiej. W 1909 skazany na osiem lat katorgi. Karę odbywał w Łomży (1909), w więzieniach katorżniczych w Tobolsku (1910-11) i Aleksandrowskim w guberni irkuckiej (1912-16). Po zakończeniu katorgi na zesłaniu w Irkucku. 
Po rewolucji lutowej i obaleniu caratu uwolniony w wyniku amnestii. W 1917 był pomocnikiem dowódcy, następnie dowódca wojsk Irkuckiego Okręgu Wojskowego w stopniu podpułkownika i przewodniczącym Irkuckiej Rady Delegatów Żołnierskich. Od września 1917 zastępca dowódcy wojsk Piotrogrodzkiego Okręgu Wojskowego, członek Inspekcji Wojskowej przy KC Partii Socjalistów-Rewolucjonistów. Związany z Aleksandrem Kiereńskim. W czasie przewrotu bolszewickiego czynnie przeciwstawiał się bolszewikom.
W listopadzie 1917 w demokratycznych wyborach wybrany na deputowanego Wszechrosyjskiego Zgromadzenia Ustawodawczego (Konstytuanty) z oddziałów Frontu Rumuńskiego z listy socjalistów-rewolucjonistów. 
Od stycznia 1918 do 1919 minister wojny Tymczasowego Rządu Syberyjskiego. W listopadzie 1919 razem z gen. Radolą Gajdą i żołnierzami Korpusu Czechosłowackiego zorganizował we Władywostoku powstanie przeciw administracji admirała Aleksandra Kołczaka, stłumione przez wojska japońskie. Wraz z żołnierzami Korpusu Czechosłowackiego emigrował do Czechosłowacji. W 1920 nawiązał współpracę z Czeka, jeden z pierwszych agentów wywiadu zagranicznego Czeka. W 1921 wyjechał do Rosji Sowieckiej. W 1922 wystąpił z listem otwartym skierowanym przeciw Partii Socjalistów-Rewolucjonistów, wystąpił jako świadek na procesie pokazowym eserowców w Moskwie. 
Od 1922 pracownik Ludowego Komisariatu Spraw Zagranicznych RFSRR/ZSRR. Od stycznia do listopada 1924 ambasador ZSRR w Albanii, 1926 konsul generalny ZSRR w Mukdenie. 1922-25 członek Stowarzyszenia Byłych Katorżników Politycznych i Zesłańców. Od 1928 członek WKP(b), 1928-1933 referent i członek Grupy Specjalnej Zarządu Ekonomicznego OGPU ZSRR, 1930 aresztowany i zwolniony, od 1933 członek sektora Komitetu Rezerw przy Radzie Pracy i Obrony ZSRR, później pomocnik szefa Wydziału 2 tego komitetu.
W okresie wielkiej czystki 7 maja 1937 aresztowany przez NKWD, 2 grudnia 1937 skazany na śmierć przez Kolegium Wojskowe Sądu Najwyższego ZSRR "za szpiegostwo i przynależność do terrorystycznej organizacji dywersyjnej". Rozstrzelany tego samego dnia w miejscu egzekucji Kommunarka pod Moskwą.
15 czerwca 1957 zrehabilitowany postanowieniem Kolegium Wojskowego SN ZSRR.